# Alois Jenšovský

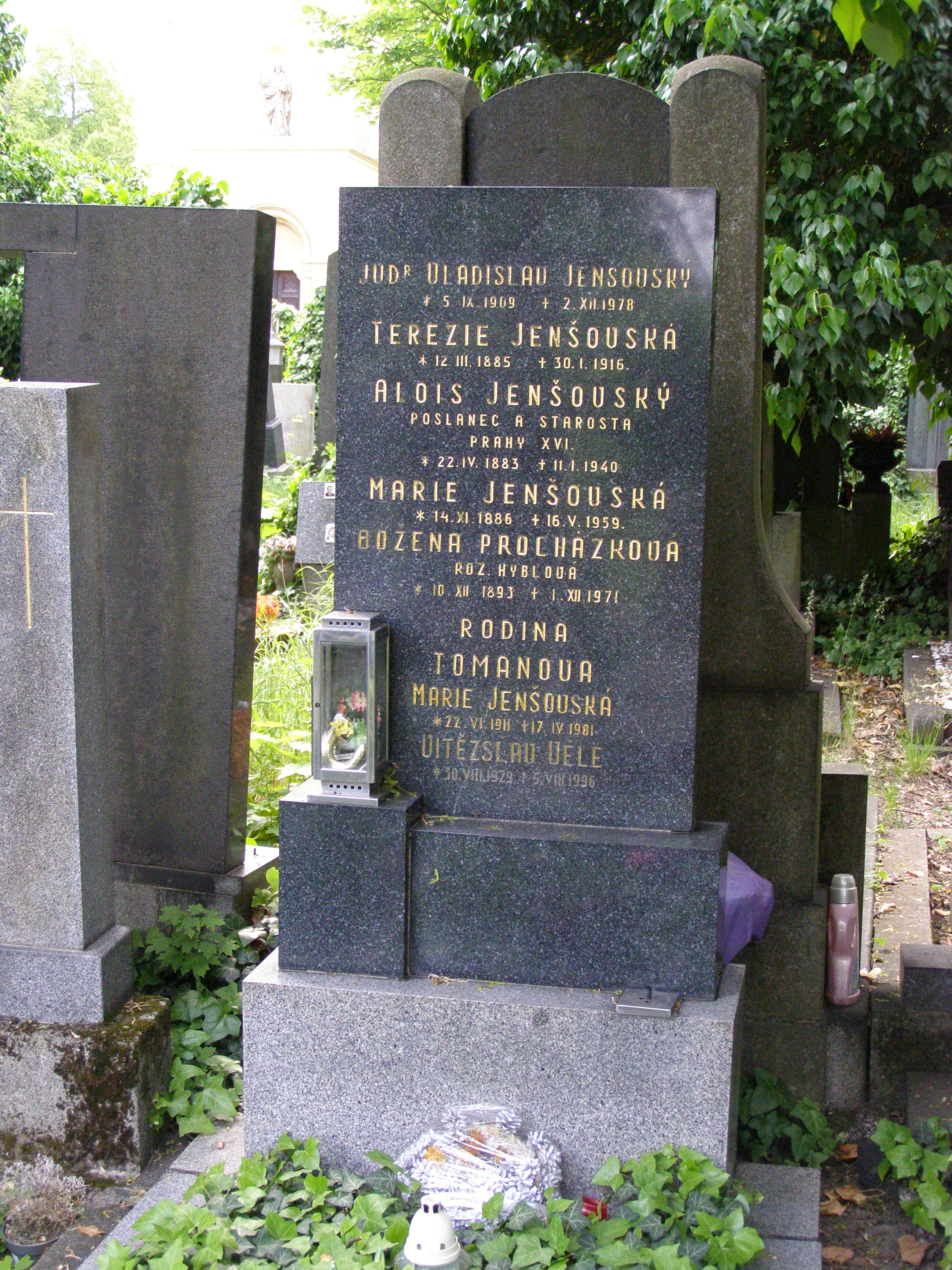
Hrob na hřbitově Malvazinky v Praze

Alois Jenšovský (22. dubna 1883 – 11. ledna 1940 Praha) byl československý politik a meziválečný poslanec Národního shromáždění republiky Československé za Československou stranu národně socialistickou, starosta Smíchova.

## Biografie
Profesí byl tajemníkem kovopracujících. Podle údajů z roku 1935 bydlel v Praze na Smíchově.
V letech 1919–1938 vykonával funkci starosty Smíchova.
V parlamentních volbách v roce 1935 získal poslanecké křeslo v Národním shromáždění. Poslanecký post si oficiálně podržel do zrušení parlamentu roku 1939, přičemž v prosinci 1938 ještě přestoupil do poslaneckého klubu nově ustavené Strany národní jednoty.
Zemřel v lednu 1940. Pohřeb se konal za účasti veřejnosti v krematoriu ve Strašnicích.